# Bastian Weinig

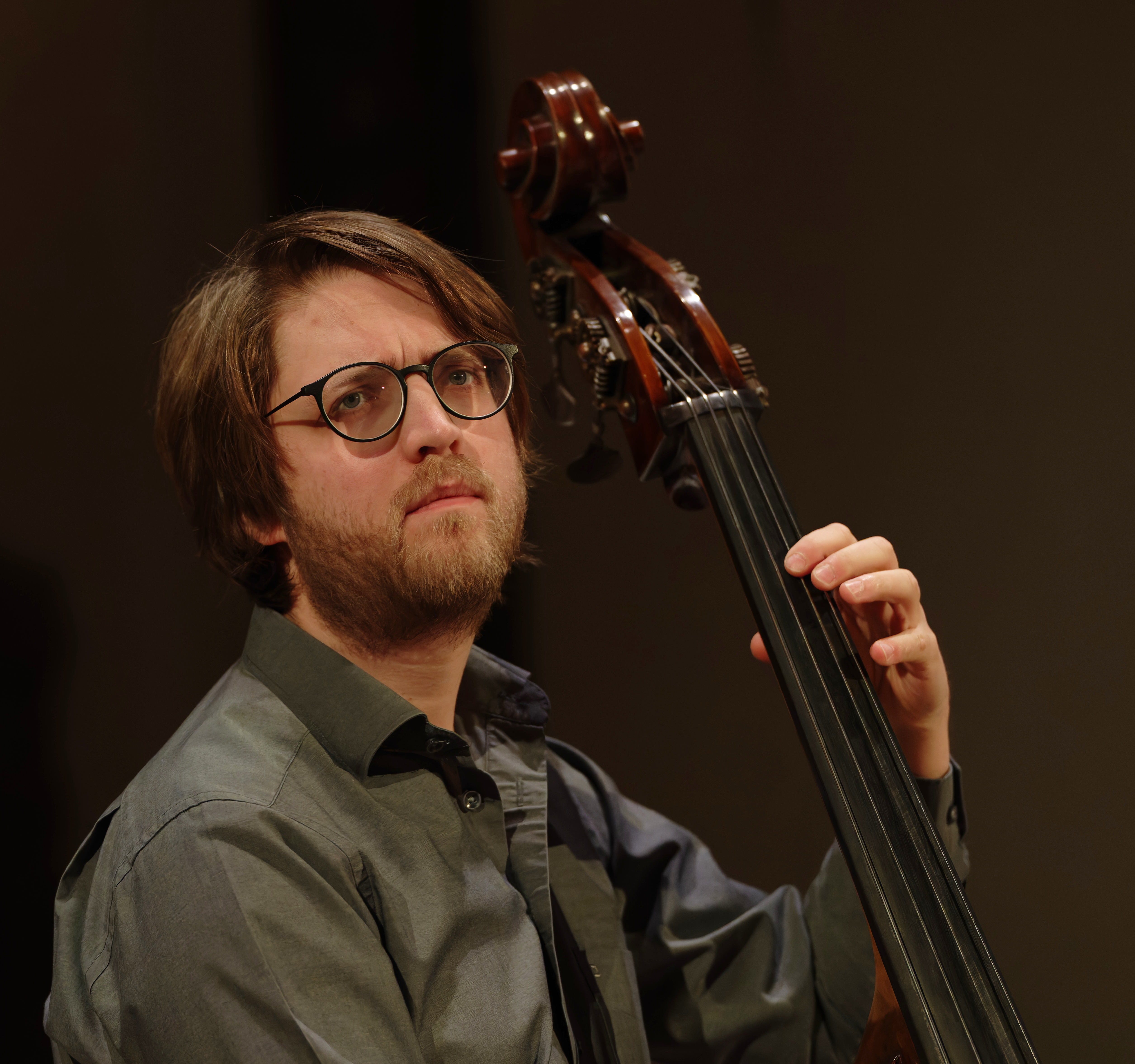
Bastian Weinig mit dem Nico Hering Trio in der Stadtkirche Darmstadt am 8. Februar 2025

Bastian Weinig (* 1992 in Schlüchtern) ist ein deutscher Jazzmusiker (Kontrabass).

## Leben und Wirken
Weinig erhielt mit sechs Jahren Klavierunterricht. Mit 9 Jahren wechselte er zum E-Bass, etwas später zum Kontrabass, auf dem ihn Götz Ommert unterrichtete. Er gehörte der Bigband des Ulrich-von-Hutten-Gymnasiums in seiner Geburtsstadt an. Als Mitglied im Landesjugendjazzorchester Hessen unter Leitung von Wolfgang Diefenbach gab er Konzerte in Griechenland, Zypern und Südafrika. Weiter gehörte er zum Sinfonischen Blasorchester der Landesmusikjugend Hessen und konzertierte 2010 in Hanau mit der Bläserphilharmonie Rhein-Main unter Leitung von Jens Weismantel.
2011 zog Weinig zum Studium nach Mainz, das er 2017 an der Hochschule für Musik mit dem Bachelor absolvierte. Mit Moritz Wesp, Nico Hering und Florian Schwappacher bildete er 2010 das Moritz Wesp Quartett, mit dem die Alben Tauchgang (2012) und Die Beobachtung (2018) entstanden. 2014 gründete er sein eigenes Quartett mit Jonas Engel, Nico Hering und Max Jentzen, für das er auch komponiert. Im Duo mit Trompeter Marko Mebus legte er 2022 das Album Dualität bei Klangraum Records vor.
Mit dem Quartett von Kerstin Haberecht veröffentlichte Weinig 2016 das Album Essence (Double Moon Records). Weiterhin spielte er mit Maximilian Shaikh-Yousef, James Morrison, Hugo Strasser, Axel Schlosser, Sebastian Sternal, Steffen Weber, Lulo Reinhardt, Camerata Risonanza, dem Absinto Orkestra, Trio 22 und Palais Orchester Frankfurt. Seit 2020 spielte er als Gast bei Produktionen des hr-Jazzensembles.

## Preise und Auszeichnungen
Weinig erhielt 2008 mit der Bigband des Ulrich-von-Hutten-Gymnasiums beim Deutschen Orchesterwettbewerb 2008 einen Ersten Preis in der Kategorie Bigband. Auch mit dem Moritz Wesp Quartett erhielt er Preise bei Wettbewerben, unter anderem den Ersten Preis der Bundesbegegnung Jugend jazzt 2013.